# Rosport-Mompach
Rosport-Mompach (in lussemburghese: Rouspert-Mompech) è un comune del Lussemburgo orientale. Fa parte del cantone di Echternach e del distretto di Grevenmacher.
Il comune è nato nel 2018 dalla fusione dei comuni di Mompach e Rosport. Le altre località che fanno capo al comune sono Born, Dickweiler, Girst, Herborn, Moersdorf, Osweiler e Steinheim.